# Le Tranger
Le Tranger est une commune française située dans le département de l'Indre, en région Centre-Val de Loire.

## Géographie

### Localisation
La commune est située dans l'ouest du département, dans la région naturelle du Boischaut Nord.
Les communes chefs-lieux et préfectorales sont : Buzançais (16 km), Le Blanc (38 km), Châteauroux (38 km), Issoudun (57 km) et La Châtre (71 km).

### Communes limitrophes
Les communes limitrophes sont : Clion (2 km), Saint-Médard (5 km), Palluau-sur-Indre (6 km) et Châtillon-sur-Indre (6 km).

### Hameaux et lieux-dits
Les hameaux et lieux-dits de la commune sont : Semblançay, la Guichonnerie, le Grand Villiers, les Roches, Chanchignoux, la Perrière, la Chaptière, la Bouchoire, la Mardelle, le Chillouet, la Rainière, Cléreuil, le Puits, Sainte Élisa, la Prenaudière, la Pilette, Launay et le Bas Village.

### Géologie et hydrographie
La commune est classée en zone de sismicité 2, correspondant à une sismicité faible.
Le territoire communal est arrosé par la rivière Indre.

### Climat
Pour des articles plus généraux, voir Climat du Centre-Val de Loire et Climat de l'Indre.
En 2010, le climat de la commune est de type climat océanique dégradé des plaines du Centre et du Nord, selon une étude du CNRS s'appuyant sur une série de données couvrant la période 1971-2000. En 2020, Météo-France publie une typologie des climats de la France métropolitaine dans laquelle la commune est exposée à un climat océanique altéré et est dans la région climatique Centre et contreforts nord du Massif Central, caractérisée par un air sec en été et un bon ensoleillement.
Pour la période 1971-2000, la température annuelle moyenne est de 12 °C, avec une amplitude thermique annuelle de 15,2 °C. Le cumul annuel moyen de précipitations est de 736 mm, avec 11,5 jours de précipitations en janvier et 6,8 jours en juillet. Pour la période 1991-2020, la température moyenne annuelle observée sur la station météorologique de Météo-France la plus proche, sur la commune de Murs à 8 km à vol d'oiseau, est de 12,3 °C et le cumul annuel moyen de précipitations est de 740,3 mm,. Pour l'avenir, les paramètres climatiques de la commune estimés pour 2050 selon différents scénarios d'émission de gaz à effet de serre sont consultables sur un site dédié publié par Météo-France en novembre 2022.

## Urbanisme

### Typologie
Au 1er janvier 2024, Le Tranger est catégorisée commune rurale à habitat très dispersé, selon la nouvelle grille communale de densité à sept niveaux définie par l'Insee en 2022.
Elle est située hors unité urbaine et hors attraction des villes,.

### Occupation des sols
L'occupation des sols de la commune, telle qu'elle ressort de la base de données européenne d’occupation biophysique des sols Corine Land Cover (CLC), est marquée par l'importance des territoires agricoles (85,5 % en 2018), une proportion identique à celle de 1990 (85,5 %). La répartition détaillée en 2018 est la suivante : 
terres arables (61,3 %), prairies (22 %), forêts (14,5 %), zones agricoles hétérogènes (2,1 %). L'évolution de l’occupation des sols de la commune et de ses infrastructures peut être observée sur les différentes représentations cartographiques du territoire : la carte de Cassini (XVIIIe siècle), la carte d'état-major (1820-1866) et les cartes ou photos aériennes de l'IGN pour la période actuelle (1950 à aujourd'hui).

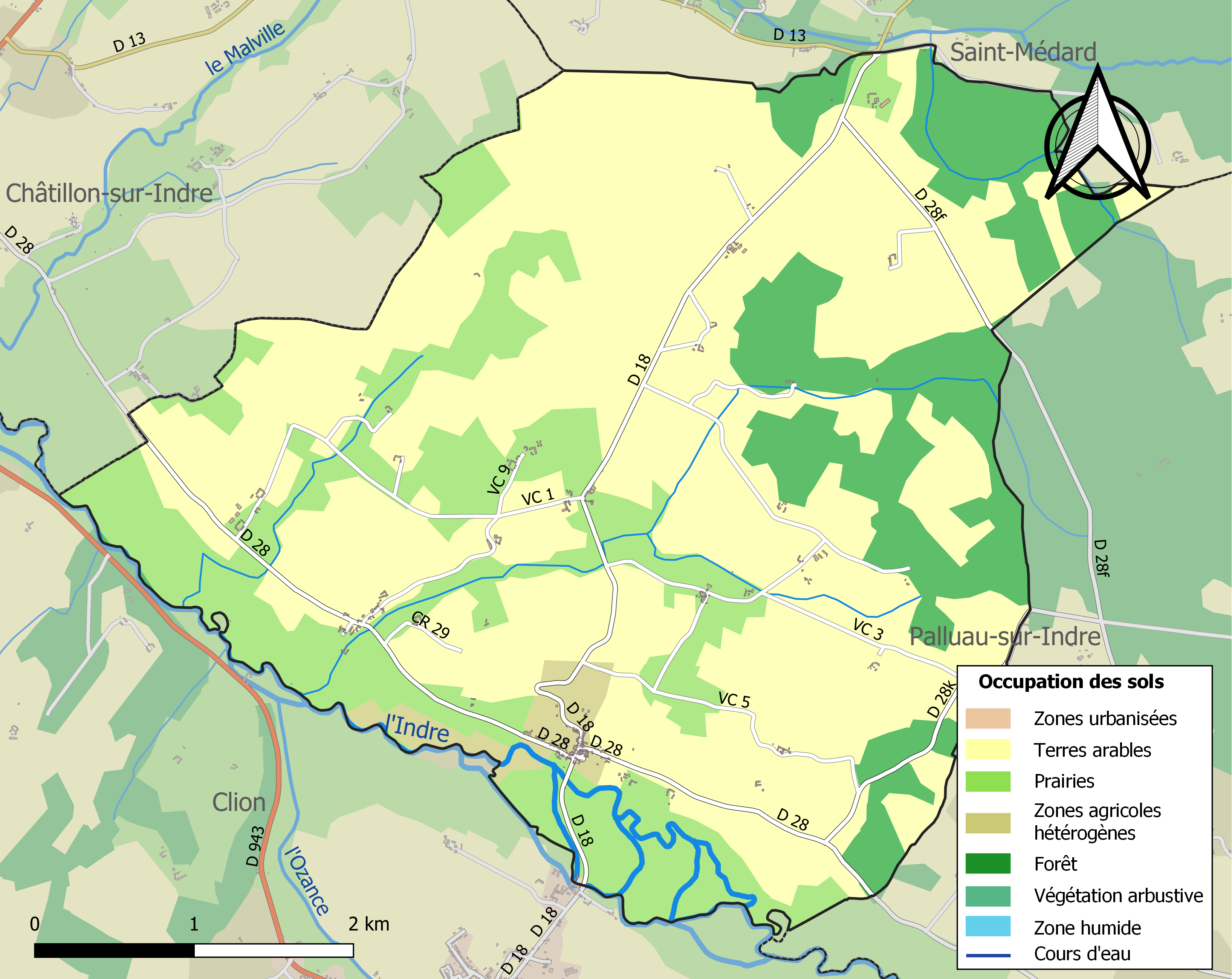
Carte des infrastructures et de l'occupation des sols de la commune en 2018 (CLC).

### Logement
Le tableau ci-dessous présente le détail du secteur des logements de la commune :
| Date du relevé                                              | 2013   |
| Nombre total de logements                                   | 114    |
| Résidences principales                                      | 72,2 % |
| Résidences secondaires                                      | 21,7 % |
| Logements vacants                                           | 6,1 %  |
| Part des ménages propriétaires de leur résidence principale | 76,5 % |

### Voies de communication et transports
Le territoire communal est desservi par les routes départementales : 18, 28, 28F et 28K.
La gare ferroviaire la plus proche est la gare de Loches, à 29 km.
Le Tranger est desservie par la ligne 2.4 du réseau d'autocars TER Centre-Val de Loire.
L'aéroport le plus proche est l'aéroport de Châteauroux-Centre, à 45 km.
Le territoire communal est traversé par : le sentier de grande randonnée 46, le sentier de grande randonnée de pays de Valençay et par trois circuits permanents balisés (5 km, 12 km, 20 km).

### Risques majeurs
Le territoire de la commune duTranger est vulnérable à différents aléas naturels : météorologiques (tempête, orage, neige, grand froid, canicule ou sécheresse), inondations, feux de forêts, mouvements de terrains et séisme (sismicité faible). Un site publié par le BRGM permet d'évaluer simplement et rapidement les risques d'un bien localisé soit par son adresse soit par le numéro de sa parcelle.
Certaines parties du territoire communal sont susceptibles d’être affectées par le risque d’inondation par débordement de cours d'eau, notamment l'Indre. La commune a été reconnue en état de catastrophe naturelle au titre des dommages causés par les inondations et coulées de boue survenues en 1982, 1999 et 2016,.
Pour anticiper une remontée des risques de feux de forêt et de végétation vers le nord de la France en lien avec le dérèglement climatique, les services de l’État en région Centre-Val de Loire (DREAL, DRAAF, DDT) avec les SDIS ont réalisé en 2021 un atlas régional du risque de feux de forêt, permettant d’améliorer la connaissance sur les massifs les plus exposés. La commune, étant pour partie dans le massif de Saint-Médard, est classée au niveau de risque 3, sur une échelle qui en comporte quatre (1 étant le niveau maximal).

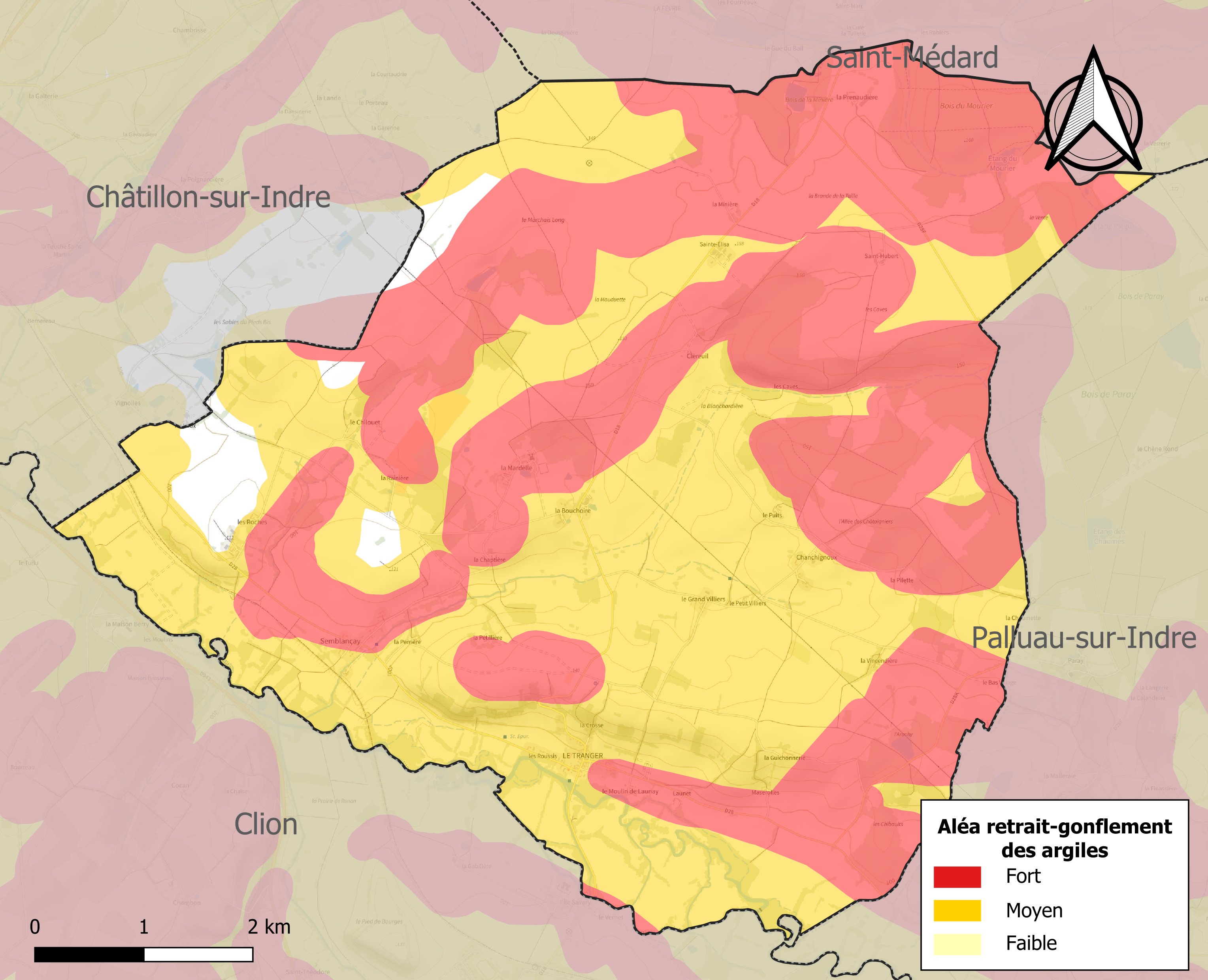
Carte des zones d'aléa retrait-gonflement des sols argileux duTranger.

Les mouvements de terrains susceptibles de se produire sur la commune sont des tassements différentiels.
Le retrait-gonflement des sols argileux est susceptible d'engendrer des dommages importants aux bâtiments en cas d’alternance de périodes de sécheresse et de pluie. 97,3 % de la superficie communale est en aléa moyen ou fort (84,7 % au niveau départemental et 48,5 % au niveau national). Sur les 123 bâtiments dénombrés sur la commune en 2019, 123 sont en aléa moyen ou fort, soit 100 %, à comparer aux 86 % au niveau départemental et 54 % au niveau national. Une cartographie de l'exposition du territoire national au retrait gonflement des sols argileux est disponible sur le site du BRGM,.
Concernant les mouvements de terrains, la commune a été reconnue en état de catastrophe naturelle au titre des dommages causés par la sécheresse en 1989, 1992, 2011 et 2018 et par des mouvements de terrain en 1999.

## Toponymie
En Bas latin Astrandiacus (sonorisation), gentilice Astrandus, dont le sens perdu fut repris comme nom d’homme français au XIIIe siècle, et faux suffixe de possession iacus. La forme Trangeius s’explique par aphérèse et correspond à la latinisation de la forme romane l’Estrangé.
Elle fut appelée Astrengiaco en 1162, De Tranayo en 1333, Paroisse du Trangié en 1339, Letrangé en 1725, Le Tranjet le 4 novembre 1788, Letrangé au XVIIIe siècle et L’Étranger au décret du 9 fructidor an IX.
Ses habitants sont appelés les Trangerois.

## Histoire
En 1333, l’archevêque Foucaud de Rochechouart, 1331-1343, prononça l’union de l’église du Tranger au chapitre de Châtillon-sur-Indre. Délimitation réalisée par décret impérial du 21 août 1812 : Le Tranger reçoit de Clion un territoire contesté.
La commune fut rattachée de 1973 à 2015 au canton de Châtillon-sur-Indre.

## Politique et administration
La commune dépend de l'arrondissement de Châteauroux, du canton de Buzançais, de la première circonscription de l'Indre et de la communauté de communes du Châtillonnais en Berry.
| Période                                  | Période      | Identité            | Étiquette | Qualité                                        |
| ---------------------------------------- | ------------ | ------------------- | --------- | ---------------------------------------------- |
| avant 1988                               | ?            | André Gosselin      |           |                                                |
| mars 2001                                | mars 2008    | Roger Hervier       | ?         | ?                                              |
| mars 2008                                | mars 2014    | Marie-José Blanchet | ?         | Retraitée de la fonction publique territoriale |
| mars 2014                                | juin 2020    | Chantal Raignault   | DVG       | Retraitée                                      |
| juin 2020                                | octobre 2021 | Délégation spéciale |           |                                                |
| octobre 2021                             | En cours     | Alexandra Matthey   |           | Officiante de Cérémonie Laïque                 |
| Les données manquantes sont à compléter. |              |                     |           |                                                |

## Population et société

### Démographie
L'évolution du nombre d'habitants est connue à travers les recensements de la population effectués dans la commune depuis 1793. Pour les communes de moins de 10 000 habitants, une enquête de recensement portant sur toute la population est réalisée tous les cinq ans, les populations de référence des années intermédiaires étant quant à elles estimées par interpolation ou extrapolation. Pour la commune, le premier recensement exhaustif entrant dans le cadre du nouveau dispositif a été réalisé en 2007.

En 2022, la commune comptait 171 habitants, en évolution de +1,18 % par rapport à 2016 (Indre : −3 %, France hors Mayotte : +2,11 %).
| 1793 | 1800 | 1806 | 1821 | 1831 | 1836 | 1841 | 1846 | 1851 |
| ---- | ---- | ---- | ---- | ---- | ---- | ---- | ---- | ---- |
| 462  | 445  | 427  | 482  | 455  | 475  | 455  | 475  | 459  |

| 1856 | 1861 | 1866 | 1872 | 1876 | 1881 | 1886 | 1891 | 1896 |
| ---- | ---- | ---- | ---- | ---- | ---- | ---- | ---- | ---- |
| 453  | 504  | 514  | 540  | 501  | 483  | 488  | 513  | 511  |

| 1901 | 1906 | 1911 | 1921 | 1926 | 1931 | 1936 | 1946 | 1954 |
| ---- | ---- | ---- | ---- | ---- | ---- | ---- | ---- | ---- |
| 486  | 504  | 507  | 464  | 413  | 426  | 439  | 446  | 415  |

| 1962 | 1968 | 1975 | 1982 | 1990 | 1999 | 2006 | 2007 | 2012 |
| ---- | ---- | ---- | ---- | ---- | ---- | ---- | ---- | ---- |
| 367  | 299  | 240  | 225  | 191  | 162  | 179  | 181  | 163  |

| 2017 | 2022 | - | - | - | - | - | - | - |
| ---- | ---- | - | - | - | - | - | - | - |
| 176  | 171  | - | - | - | - | - | - | - |

### Enseignement
La commune ne possède pas de lieu d'enseignement.

### Médias
La commune est couverte par les médias suivants : La Nouvelle République du Centre-Ouest, Le Berry républicain, La Bouinotte, Le Petit Berrichon, France 3 Centre-Val de Loire, Berry Issoudun Première, Vibration, Forum, France Bleu Berry et RCF en Berry.

## Économie
La commune se situe dans la zone d’emploi de Châteauroux et dans le bassin de vie de Châtillon-sur-Indre.
La commune se trouve dans l'aire géographique et dans la zone de production du lait, de fabrication et d'affinage des fromages Valençay et Sainte-maure-de-touraine.
L'activité agricole est l'économie principale du Tranger. Quelques commerces et artisans se trouve sur la commune comme un restaurant et un ébéniste.

## Culture locale et patrimoine
- Église
- Monument aux morts